# Macrolabis floricola
Macrolabis floricola är en tvåvingeart som först beskrevs av Rudow 1875.  Macrolabis floricola ingår i släktet Macrolabis och familjen gallmyggor. Inga underarter finns listade i Catalogue of Life.